# Bouleurs
 Bouleurs  es una población y comuna francesa, en la región de Isla de Francia, departamento de Sena y Marne, en el distrito de Meaux y cantón de Crécy-la-Chapelle.

## Demografía
| 332 | 382 | 552 | 821 | 1049 | 1228 |
| Para los censos de 1962 a 1999 la población legal corresponde a la población sin duplicidades (Fuente: INSEE [Consultar]) |     |     |     |      |      |